# José Antonio Magos
José Antonio Magos García (Huichapan, circa 1780 - Ciudad de México, 23 de diciembre de 1844) fue un abogado y sacerdote novohispano que se unió al bando insurgente durante la guerra de la independencia de México.

## Semblanza biográfica
Sus padres fueron Marcelo Magos y Josefa García. Se trasladó a la Ciudad de México para ingresar al Seminario Conciliar de México en donde obtuvo los títulos de licenciado y doctor en 1804. Decidió unirse a la revolución iniciada por Miguel Hidalgo y Costilla cuando los insurgentes lograron la victoria en la batalla del Monte de las Cruces. Sin embargo, al intentar tomar las armas en Huichapan fue aprehendido. Estuvo en cautiverio durante varios meses en las cárceles de la  Inquisición, al salir libre no dudo en unirse a las partidas insurgentes de Julián y Francisco Villagrán, y de los hermanos José Mariano, Francisco y Cayetano Anaya.     
Realizó campañas desde Taximaroa (hoy Ciudad Hidalgo) hasta la Sierra Gorda y las Huastecas. El 13 de junio de 1813 fue aprehendido, junto con Julián Villagrán, en la hacienda de San Juan Amaxac, a pesar de que se había dado la orden de fusilar a todos los prisioneros, el coronel Cristóbal Ordóñez decidió enviar a Magos ante la presencia de Félix María Calleja  en la Ciudad de México.  Invocando la Constitución de Cádiz, que se había implementado recientemente, logró ser perdonado. 
Pasado algún tiempo, no perdió oportunidad para volverse a unir a los insurgentes. Militó bajo las órdenes de José María Liceaga, Rafael López Rayón y José María Cos. Más tarde se unió a Esteban Casas y después continuó por su propia cuenta. En 1817 participó con Xavier Mina en la toma de Xichú y en el ataque a San Miguel el Grande. Al ser perseguido por el comandante Villaseñor fue obligado a replegarse a Michoacán y a Técpan. Sirvió a varias de las Juntas insurgentes siendo nombrado  mariscal de campo y comandante de la Sierra Alta. A mediados de 1818, cuando el movimiento insurgente parecía llegar a su fin, se indultó en Huichapan. 
En abril de 1821 se adhirió al Plan de Iguala proclamado por Agustín de Iturbide. Se incorporó en Tula a las tropas de Joaquín Ramírez y Sesma y poco después a la división de Anastasio Bustamante. El 27 de septiembre desfiló a la cabeza de una pequeña brigada con el Ejército Trigarante.  Al consumarse la independencia se dedicó de nueva cuenta al ministerio. El 9 de agosto de 1831 ingresó como prebendado al Coro de la Catedral Metropolitana de la Ciudad de México y el 7 de enero de 1832 fue nombrado canónigo, cargo que ejerció hasta su muerte, la cual ocurrió el 23 de diciembre de 1844.